# Tempest (pel·lícula de 1928)

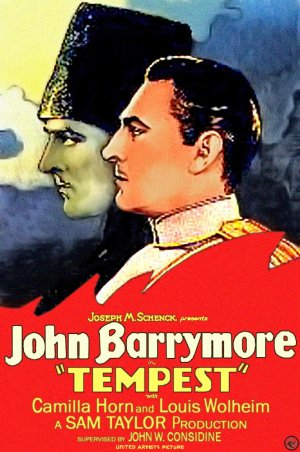
Pòster de la pel·lícula

Tempest és una pel·lícula muda dirigida per inicialment per Viktor Tourjansky, reemplaçat després per Lewis Milestone i finalment per Sam Taylor (que és l’únic que consta als crèdits) i protagonitzada per John Barrymore i Camilla Horn. Basada en una història de C. Gardner Sullivan, la pel·lícula es va estrenar el 11 d’agost del 1928. Pel seu treball en aquesta pel·lícula, conjuntament amb el de The Dove (1928), William Cameron Menzies aconseguí l'Oscar al millor disseny de producció en la seva primera edició.

## Argument
Markov, un soldat camperol, esdevé oficial de l'exèrcit rus abans de la Revolució. Estima la princesa Tamara, que el menysprea pel seu origen humil per lo que el fa desposseir del seu rang i el fa tancar a la presó. Durant la guerra civil russa, Markov, que ha esdevingut un important oficial de l'exèrcit roig, salva Tamara de ser executada, mata el seu líder bolxevic i escapa a noves terres amb ella com a esposa.

## Repartiment
- John Barrymore (Ivan Markov)
- Camilla Horn (princesa Tamara)
- Louis Wolheim (sargent Bulba)
- Boris de Fas (venedor ambulant / comissari)
- George Fawcett (general)
- Ullrich Haupt (capità)
- Michael Visaroff (guàrdia)
- Lena Malena (no surt als crèdits)
- Albert Conti (no surt als crèdits)